# Edgar Wisniewski
Edgar Wisniewski, född 4 september 1930 i Stolp i dåvarande Pommern, död 25 april 2007 i Berlin, var en tysk arkitekt.
Wisniewski arbetade tillsammans med Hans Scharoun och kom att föra arvet efter Scharoun vidare. Wisniewski tog över det gemensamma arkitektkontoret och ansvarade för utbyggnader och kompletteringar av byggnader som Scharoun skapat.